# Hans Runesson
Hans Bertil Runesson, född 3 oktober 1947 i Växjö församling i Kronobergs län, är en svensk pressfotograf. 
Hans Runesson är fotografen bakom den berömda bilden Kvinnan med handväskan, där en 38-årig kvinna slår med sin väska mot en fanbärande demonstrant från Nordiska rikspartiet. Bilden som togs 1985 i Växjö fick stor spridning och kom att bli en symbol för civilkurage. Den utsågs till Årets bild 1985 samt senare till Århundradets nyhetsbild av Vi och Svensk fotohistorisk förening.